# Natalija Galibarenko
Natalija Galibarenko, ukrajinska političarka in diplomatka, * 12. maj 1978, Kijev.

## Izobrazba
Natalija Galibarenko je diplomirala iz mednarodnih odnosov na Kijevski univerzi Tarasa Ševčenka.

## Kariera
- 2000 – atašejka, tretja tajnica kabineta Ministra za zunanje zadeve Ukrajine, tretja in druga tajnica misije Ukrajine v Evropski uniji.
- 2006–2007 – glavna svetovalka glavni pisarni za zunanjo politiko, v procesu Evropske in evroatlantske integracije.
- 2007–2009 – vodja odseka Namestnika ministra za zunanje zadeve Ukrajine.
- 2009–2012 – vodja oddelka, Namestnica direktorja Generalnega direktorata – vodja oddelka za sodelovanje v na političnem, varnostnem in obrambnem področju v Generalnem direktoratu EU, Ministrstvo za zunanje zadeve Ukrajine.
- 2012–2014 – namestnica vodje Stalne delegacije Ukrajine v mednarodnih organizacijah na Dunaju.
- 2014–2015 – prva namestnica ministra za zunanje zadeve Ukrajine.
- 2015 — ukrajinska veleposlanica v Združenem kraljestvu, stalna predstavnica Ukrajine v IMO.[2] Njen naslednik je 20. julija 2020 postal Vadim Pristajko .[1]